# Episodi di The Blacklist (seconda stagione)
La seconda stagione della serie televisiva The Blacklist, composta da 22 episodi, è stata trasmessa in prima visione assoluta negli Stati Uniti da NBC dal 22 settembre 2014 al 14 maggio 2015.
In Italia la stagione è stata trasmessa in prima visione satellitare da Fox Crime, canale a pagamento della piattaforma Sky, dal 23 gennaio al 12 giugno 2015; in chiaro è trasmessa da Rai 2 dal 15 gennaio 2016.
| nº | Titolo originale                   | Titolo italiano                | Prima TV USA      | Prima TV Italia  |
| -- | ---------------------------------- | ------------------------------ | ----------------- | ---------------- |
| 1  | Lord Baltimore (No. 104)           | Lord Baltimore                 | 22 settembre 2014 | 23 gennaio 2015  |
| 2  | Monarch Douglas Bank (No. 112)     | Monarch Douglas Bank           | 29 settembre 2014 | 23 gennaio 2015  |
| 3  | Dr. James Covington (No. 89)       | Dott. James Covington          | 6 ottobre 2014    | 30 gennaio 2015  |
| 4  | Dr. Linus Creel (No. 82)           | Il dottor Linus Creel          | 13 ottobre 2014   | 6 febbraio 2015  |
| 5  | The Front (No. 74)                 | Il leader                      | 20 ottobre 2014   | 13 febbraio 2015 |
| 6  | The Mombasa Cartel (No. 114)       | Il cartello di Mombasa         | 27 ottobre 2014   | 20 febbraio 2015 |
| 7  | The Scimitar (No. 22)              | La scimitarra                  | 3 novembre 2014   | 27 febbraio 2015 |
| 8  | The Decembrist (No. 12)            | Il decabrista                  | 10 novembre 2014  | 6 marzo 2015     |
| 9  | Luther Braxton (No. 21)            | Luther Braxton                 | 1º febbraio 2015  | 13 marzo 2015    |
| 10 | Luther Braxton (No. 21) Conclusion | Luther Braxton: la conclusione | 5 febbraio 2015   | 20 marzo 2015    |
| 11 | Ruslan Denisov (No. 67)            | Ruslan Denisov                 | 12 febbraio 2015  | 27 marzo 2015    |
| 12 | The Kenyon Family (No. 71)         | La famiglia Kenyon             | 19 febbraio 2015  | 3 aprile 2015    |
| 13 | The Deer Hunter (No. 93)           | Il cacciatore di cervi         | 26 febbraio 2015  | 10 aprile 2015   |
| 14 | T. Earl King VI (No. 94)           | T. Earl King VI                | 5 marzo 2015      | 17 aprile 2015   |
| 15 | The Major (No. 75)                 | Il maggiore                    | 12 marzo 2015     | 24 aprile 2015   |
| 16 | Tom Keen (No. 7)                   | Tom Keen                       | 19 marzo 2015     | 1º maggio 2015   |
| 17 | The Longevity Initiative (No. 97)  | Progetto Medusa                | 26 marzo 2015     | 8 maggio 2015    |
| 18 | Vanessa Cruz (No. 117)             | Vanessa Cruz                   | 2 aprile 2015     | 15 maggio 2015   |
| 19 | Leonard Caul (No. 62)              | Leonard Caul                   | 23 aprile 2015    | 22 maggio 2015   |
| 20 | Quon Zhang (No. 87)                | Quon Zhang                     | 30 aprile 2015    | 29 maggio 2015   |
| 21 | Karakurt (No. 55)                  | Karakurt                       | 7 maggio 2015     | 5 giugno 2015    |
| 22 | Tom Connolly (No.11)               | Tom Connolly                   | 14 maggio 2015    | 12 giugno 2015   |

## Lord Baltimore
- Titolo originale: Lord Baltimore (No. 104)
- Diretto da: Michael Watkins
- Scritto da: Jon Bokenkamp e John Eisendrath

### Trama
Red scopre che Berlino gli ha messo alle calcagna un cacciatore di taglie che si fa chiamare Lord Baltimore. In realtà quest'ultimo è più di un semplice segugio sulle sue tracce. È un analista statistico specializzato nello scovare le persone che non vogliono farsi trovare attraverso un complicato sistema di algoritmi inseriti in uno specifico programma analitico di rilevamento dati. La task force di Cooper, guidata ancora da Martin a causa della prolungata convalescenza di Cooper, identifica Lord Baltimore in un ingegnere informatico che lavora presso una delle sei principali banche dati del Paese a cui è stato fatto un inusuale accredito di 250.000 dollari sul proprio fondo pensionistico. È una donna che si chiama Rowan Mills la quale sembra non sapere da chi possa provenire quella ingente somma di denaro. Grazie al loro lavoro congiunto, Liz e Ressler capiscono che Rowan soffre di un grave disturbo dissociativo: in sé, oltre alla sua, alberga anche la personalità della sorella Nora morta qualche anno prima. Quando la personalità di Nora viene attivata nella mente di Rowan, la donna si trasforma in una spietata criminale nelle mani di Berlino il quale la utilizza per rapire la ex moglie di Reddington, Naomi, con lo scopo di usarla come arma di ricatto contro di lui.
- Ascolti USA: telespettatori 12 340 000 - share 10,00% - rating 3,40%[5]
- Ascolti Italia: telespettatori 348 579[6]

## Monarch Douglas Bank
- Titolo originale: Monarch Douglas Bank (No. 112)
- Diretto da: Paul Edwards
- Scritto da: Kristen Reidel, Amanda Kate Shuman e Daniel Knauf

### Trama
Red informa l'FBI che la Monarch Douglas Bank di Varsavia è stata derubata. Si scopre che l'unica cosa che manca dalla banca è un dipendente che, soffrendo di ipertimesia, è la chiave di tutte le operazioni criminali effettuate presso la banca. Red attira Berlino allo scoperto nella speranza di salvare Naomi.
- Ascolti USA: telespettatori 10 510 000 - share 8,00% - rating 2,80%[7]
- Ascolti Italia: telespettatori 348 579 [6]

## Dott. James Covington
- Titolo originale: Dr. James Covington (No. 89)
- Diretto da: Karen Gaviola
- Scritto da: Lukas Reiter e J.R. Orci

### Trama
Mentre Ezra, su ordine di Red, continua a seguire Liz, Red mette la task force sulle tracce del Dr. James Covington, un chirurgo che fu radiato dall'ordine per aver fatto un'operazione sperimentale su un bambino e che ora assicura trapianti segreti a ricchi criminali; ma l'organo impiantato, fornito dal Dr. Gordon Albee, è in affitto e, se il cliente non paga, viene espiantato. Nel frattempo Mr. Vargas dice ai soci di Red che Berlino l'ha mandato a reclutare qualcuno disposto a tradirlo ma, in realtà, è stato inviato da Red stesso che vuole scoprire chi è l’anello debole, cioè Niko Demakis che uccide.
- Ascolti USA: telespettatori 10 070 000 - share 8,00% - rating 2,60%[8]
- Ascolti Italia: telespettatori 298 342 [9]

## Il dottor Linus Creel
- Titolo originale: Dr. Linus Creel (No. 82)
- Diretto da: Michael Watkins
- Scritto da: Mike Ostrowski

### Trama
Dopo aver messo Liz sulle tracce del dottor Creel, psicologo sociale che per dimostrare la sua teoria che il "gene guerriero" predisponga alla violenza, ha manipolato la vita di alcune persone che ce l'hanno per indurle a diventare degli assassini, Red e Mr. Vargas ricattano Frank, il marito di Naomi, perché accettino una nuova identità.
- Ascolti USA: telespettatori 9 760 000 - share 8,00% - rating 2,80%[10]
- Ascolti Italia: telespettatori 330 583 [11]

## Il leader
- Titolo originale: The Front (No. 74)
- Diretto da: Steven A. Adelson
- Scritto da: Adam Sussman (soggetto); Jim Campolongo e Adam Sussman (sceneggiatura)

### Trama
Maddox Beck, un eco-terrorista, ruba un'opera d'arte senese sulla quale sono riportati dei codici che permettono di recuperare un campione di un ceppo antico di peste polmonare per la quale non esiste cura. Beck attiva il virus e lo inocula nei suoi seguaci allo scopo di creare un'epidemia mondiale. La Task Force contiene la maggior parte dei contagiati, ma Samar ed Elizabeth vengono infettate da un adepto all'aeroporto internazionale di Dulles. Con l'aiuto di Aram, Reddington apprende la posizione di Beck e, sicuro del fatto che l'uomo non si voglia sacrificare come i suoi seguaci, lo costringe a cedergli il vaccino che il terrorista aveva creato prima di iniziare ad infettare i suoi sottoposti. Red si fa consegnare anche una chiave, prima di lasciare che Beck e la sua amante si suicidino. Il vaccino viene consegnato alla Task Force per la distribuzione ad agenti e civili infetti. Nel frattempo Reddington scopre la nuova identità di Jennifer e il luogo dove si trova. Dopo aver fallito nel convincere Reddington a rimuovere la guardia che le aveva assegnato, Elizabeth crea un diversivo per distrarla mentre lei visita di nascosto uno scantinato in una località misteriosa.
- Ascolti USA: telespettatori 9 340 000 - share 7,00% - rating 2,40%[12]
- Ascolti Italia: telespettatori 183 854 [13]

## Il cartello di Mombasa
- Titolo originale: The Mombasa Cartel (No. 114)
- Diretto da: David Platt
- Scritto da: Daniel Knauf

### Trama
Red mette l'FBI sulle tracce del figlio di Geoff Perl, leader del Cartello di Mombasa, che sta facendo uccidere altri capi cartello per creare un monopolio per conto del padre. Lo scopo di Red è vendicare lo sterminio della famiglia di Dembe avvenuto 29 anni prima proprio per mano di questi delinquenti. Intanto, su una barca al porto, Liz tiene segregato Tom.
- Ascolti USA: telespettatori 9 570 000 - share 7,00% - rating 2,50%[14]
- Ascolti Italia: telespettatori 228 419 [15]

## La scimitarra
- Titolo originale: The Scimitar (No. 22)
- Diretto da: Karen Gaviola
- Scritto da: Lukas Reiter e J.R. Orci

### Trama
Red mette Liz sulle tracce di un sicario chiamato la Scimitarra, utilizzato dall’Iran per rapire una scienziata americana come ritorsione per l'omicidio di uno scienziato nucleare iraniano da parte di CIA e Mossad. Alla fine sarà lo stesso Reddington a trovarlo e a consegnarlo all'agente Navabi dopo averle rivelato che il malvivente è la persona che ha convinto suo fratello a morire in un attentato suicida. Nel frattempo, Liz obbliga Tom a darle il nome dell'uomo che fornisce le armi a Berlino (Sevan Volkov) e poi obbliga quest'ultimo a dirle dove si trova Berlino; informazione che dà solo a Red, il quale capisce che non l’ha avuta dall'FBI. Red organizza quindi un incontro con il suo rivale che lo accusa nuovamente di avergli ucciso la figlia. Reddington a questo punto gli mostra Zoe che non è sua figlia, bensì quella di Berlino.
- Ascolti USA: telespettatori 9 300 000 - share 7,00% - rating 2,40%[16]
- Ascolti Italia: telespettatori 279 747 [17]

## Il decabrista
- Titolo originale: The Decembrist (No. 12)
- Diretto da: Michael Watkins
- Scritto da: John Eisendrath e Jon Bokenkamp

### Trama
Durante lo scontro tra Liz, Tom, Red e l'uomo che lui crede essere Berlino, Liz spara a Tom e dice a Red di averlo ucciso ma, in realtà, chiama la dottoressa Ellie, che le deve un favore, perché lo curi e poi lo rinchiude sulla barca dell'amico Samuel Aleko.
Quattro mesi dopo, mentre Tom uccide un uomo che è salito sulla barca di Aleko – non sa che Liz gli ha dato il suo biglietto da visita – e Berlino, il cui vero nome è Milos Kirkoff, racconta a Red che dopo aver saputo che aveva ordito all'attentato di Kursk contro i suoi compagni della resistenza e l'omicidio di sua figlia, decise di dedicarsi solo alla vendetta, la figlia di Berlino rivela a Red che la persona che la aiutò a fingersi morta è il Decabrista. Red chiede così a Liz di trovare il Decabrista e l'FBI lo identifica come Kiryl Morozov, ex agente del KGB e attuale ministro delle finanze russo, ma quando Berlino e Red lo interrogano lui rivela che il vero Decabrista è Alan Fitch, il vice direttore dei servizi segreti USA. Dato che sa che Berlino, che ha ucciso Morozov, ucciderà Fitch, Red avvisa Liz che Fitch è in pericolo e poi va da lui e gli racconta che alcuni anni fa una copia della foto che ritrae la figlia di Berlino morta fu lasciata sul corpo di un suo collaboratore così indagò e arrivò allo Squagliatore che gli disse di non aver ucciso la ragazza, ma di aver inscenato la sua morte per farla fuggire. Quando Fitch viene rapito da Berlino, Tom convince Liz a lasciarlo andare in cambio del luogo in cui Berlino lo tiene e così, grazie all'informazione di Tom, l’FBI trova Fitch che però ha una bomba al semtex al collo. Prima che la bomba esploda, Alan dà a Red la combinazione (83044) di una cassaforte in un appartamento a San Pietroburgo. Dopo aver concesso a Berlino un'ultima cena con la figlia, Red lo uccide poi incontra Tom a cui dà un passaporto nuovo e, dalla conversazione tra i due, si capisce che Tom lavorava per Red prima di tradirlo per Berlino.
- Ascolti USA: telespettatori 9 750 000 - share 8,00% - rating 2,50%[18]
- Ascolti Italia: telespettatori 280 795 [19]

## Luther Braxton
- Titolo originale: Luther Braxton (No. 21)
- Diretto da: Joe Carnahan
- Scritto da: J.R. Orci, Lukas Reiter, John Eisendrath e Jon Bokenkamp (soggetto); Jon Bokenkamp e John Eisendrath (sceneggiatura)

### Trama
Reddington viene arrestato a Hong Kong da forze militari che lo portano in una prigione USA nel Mare di Bering. Paga un riscatto di $50,000 per essere rilasciato, ma il noto criminale Luther Braxton vuole eliminarlo per ottenere "Il Fulcro". Liz, Ressler e Samar vengono inviati a recuperare Reddington; Ressler e Samar sono catturati dagli uomini di Braxton. Red confida a Liz di non avere mai avuto Il Fulcro, e che il fatto che molti lo credano gli abbia permesso di sopravvivere. Il direttore dell'NCS incontra alcuni membri del gruppo di Fitch per parlare dello stesso argomento; a questo punto essi decidono che è ora di uccidere Red. Liz e Reddington, insieme ad altri detenuti della prigione, cercano di localizzare Braxton. Intanto, al quartier generale dell'FBI, Cooper e l'NCS discutono sul nascondiglio di Reddington e alla fine il direttore ordina di lanciare un missile sulla prigione. Liz e Reddington riescono a catturare Braxton, che rivela di essere a conoscenza della storia di loro due e dell'incendio. Reddington invita Liz a sparargli, quando il missile colpisce la prigione.
- Altri interpreti: David Strathairn (direttore dell'NCS), Ron Perlman (Luther Braxton)
- Ascolti USA: telespettatori 25 720 000 - share 23,00% - rating 8,40%[20]
- Ascolti Italia: telespettatori 274 333 [21]

## Luther Braxton: la conclusione
- Titolo originale: Luther Braxton Conclusion (No. 21)
- Diretto da: Michael Watkins
- Scritto da: Kristen Reidel e Vincent Angell (soggetto); Mike Ostrowski e Jim Campolongo (sceneggiatura)

### Trama
Dopo l'esplosione del missile, Reddington, Ressler e Samar fuggono sani e salvi. Liz invece è catturata da Braxton, che la porta in un ospedale in Alaska per ottenere informazioni sul Fulcro. Braxton rapisce il figlio della dottoressa Selma Orchard per costringerla a eseguire un'"operazione di recupero della memoria" su Liz. Mentre Liz viaggia fra i suoi ricordi, arriva Reddington per salvarla e catturare Braxton. Liz però ha scoperto che Reddington la notte dell'incendio si trovava a casa sua in cerca del Fulcro e la salvò mentre i suoi genitori trovarono la morte. Arrabbiata, invita Red a smettere col suo atteggiamento paterno nei suoi confronti. Reddington in seguito incontra il direttore dell'NCS accanto al cadavere impiccato di Braxton e dichiara di essere in possesso del Fulcro. Il direttore però non gli crede e afferma di non avere paura di lui. A casa sua, Liz trova fra i suoi effetti personali uno strano dispositivo all'interno di un giocattolo. Poi incontra nuovamente la dottoressa Orchard, la quale le spiega che gli eventi che ha ricordato sono probabilmente reali, ma i ruoli delle persone coinvolte potrebbero essere confusi.
- Altri interpreti: Gloria Reuben (Selma Orchard)
- Ascolti USA: telespettatori 10 110 000 - share 7,00% - rating 2,40%[22]
- Ascolti Italia: telespettatori 262 698 [23]

## Ruslan Denisov
- Titolo originale: Ruslan Denisov (No. 67)
- Diretto da: Andrew McCarthy
- Scritto da: Jonathan Shapiro e Lukas Reiter

### Trama
Reddington, Liz e Ressler si recano in Uzbekistan per indagare sul criminale Ruslan Denisov, che tiene prigionieri diversi ostaggi americani. Denisov, un vecchio socio di Red, sta prendendo di mira i membri di una società che rifiuta di sostituire una conduttura, la cui perdita d'acqua sta avvelenando i civili. Dopo aver tentato invano di negoziare con Denisov, Reddington si unisce a lui per coinvolgere un ex socio d'affari russo e usare la storia dell'azienda per ricattarli e costringerli a riparare la conduttura. La CIA però ha un uomo prigioniero di Denisov e vorrebbe ucciderlo con l'aiuto di un generale uzbeko. Cooper interviene presso il responsabile della CIA e la missione viene annullata. Reddington cattura il generale e assicura a Denisov che ha aiutato il suo paese e che sarà considerato un eroe. Nel frattempo, il detective Wilcox della Metro PD inizia a indagare sull'omicidio del portuale ucciso da Tom. Trova il Samoano (la guardia del corpo assunta da Liz per tenere prigioniero Tom), il quale gli mostra il cadavere e gli parla di Liz. Nel frattempo Elizabeth chiede ad Aram di determinare la natura dello strano oggetto che ha trovato nel coniglio di peluche. Aram capisce solo che si tratta di una sorta di dispositivo di registrazione.
- Altri interpreti: Shaun Toub (generale uzbeko), Olek Krupa (ocio d'affari russo), Faran Tahir (Ruslan Denisov)
- Ascolti USA: telespettatori 8 190 000 - share 5,00% - rating 1,90%[24]
- Ascolti Italia: telespettatori 255 849 [25]

## La famiglia Kenyon
- Titolo originale: The Kenyon Family (No. 71)
- Diretto da: David Platt
- Scritto da: Vincent Angell e Daniel Knauf

### Trama
Reddington e la task force indagano su una famiglia di criminali cultisti poligami nota come "La famiglia Kenyon", la cui base funge anche da deposito per armi militari; con i soldi guadagnati riescono a pagare costosi avvocati che li tengono fuori dai guai con la legge. Vengono però attaccati da un misterioso nemico che uccide tutti i membri, ruba le armi e rapisce il leader Justin Kenyon, per ucciderlo poi successivamente. In seguito, una serie di furgoni guidati da bambini e pieni di esplosivi comincia ad apparire nella zona di Washington, riuscendo però a fermarli. La task force fa irruzione nella proprietà Kenyon, ma Liz e Ressler vengono rapiti dalle stesse persone che l'avevano attaccata, che si rivelano essere ragazzi che erano stati mandati via da Justin e che si erano uniti sotto la guida di suo figlio David. L'FBI riesce poi a salvare Liz e Ressler e ad uccidere David non prima di avergli rivelato che il padre abbandonava lui e i nati maschi nel bosco non per prova di iniziazione, ma affinché morissero in quanto l'uomo non avrebbe condiviso niente con loro, facendogli capire che hanno portato avanti una tradizione mai rispetta. A Cooper viene offerto di diventare direttore dell'FBI; lui rinuncia a causa di una malattia per la quale cerca invece di ottenere la partecipazione ad un trial clinico, senza riuscirci. Reddington collabora con una riluttante Glen (un contatto DMV) per rintracciare il contenuto della cassaforte di Alan Fitch a San Pietroburgo. I due trovano un numero di telefono sconosciuto che Red non riesce a rintracciare. Poi sorprende Liz regalandole un appartamento, ma lei non gradisce la cosa. Cooper scopre di essere stato aggiunto al trial clinico grazie al suo amico Thomas Connolly e alle sue potenti conoscenze. Intanto Red si reca in un bunker segreto, nella base ormai neutralizzata dei Kenyon; il bunker ospita quello che appare come un vecchio veicolo presidenziale Lincoln Continental degli anni '60-'70, perfettamente conservato. Red apre il bagagliaio ed estrae una valigetta d'argento; chiama il numero di telefono, a cui risponde un uomo misterioso.
- Ascolti USA: telespettatori 7 710 000 - share 5,00% - rating 1,70%[26]
- Ascolti Italia: telespettatori 205 410 [27]

## Il cacciatore di cervi
- Titolo originale: The Deer Hunter (No. 93)
- Diretto da: Andrew McCarthy
- Scritto da: Amanda Kate Shuman

### Trama
La task force rintraccia un serial killer soprannominato "Il Cacciatore di cervi", ricercato da dodici anni. Il detective Wilcox continua a interrogare il Samoano sull'omicidio del portuale; questi accetta di testimoniare in cambio dell'immunità. Intanto l'uomo misterioso organizza un incontro con Reddington, dicendogli che hanno qualcosa di cui discutere di persona. Red incontra Elizabeth e le chiede informazioni sul Fulcro; lei cerca di mentire ma senza successo, così si accordano per scambiare il Fulcro con il Cacciatore di cervi. Costui si rivela essere il marito assassinato di Tracy Solobotkin, che è una dipendente di un'organizzazione che aiuta le donne maltrattate. Tracy rapisce Liz e le rivela di aver ucciso suo marito per legittima difesa, per poi continuare ad uccidere altri uomini colpevoli di violenza sulle donne. Liz riesce a farle perdere i sensi, proprio mentre arrivano Ressler e la task force. Reddington scopre l'accordo del Samoano con Wilcox e lo corrompe perché menta al procuratore. Nello stesso momento aveva un appuntamento con l'uomo misterioso, e invia al suo posto Dembe; l'uomo misterioso però si arrabbia e riattacca la telefonata. Red in seguito riesce a rintracciare la sua posizione, ma trova solo il cellulare che stava usando e sangue sul pavimento. Incontra Elizabeth per informarla del suo accordo con il Samoano. Tuttavia, lei rifiuta di consegnargli il Fulcro. Reddington insinua che lei abbia paura che lui avrebbe perso tutto l'interesse per lei se glielo avesse dato.
- Altri interpreti: Amanda Plummer (Tracy Solobotkin)
- Ascolti USA: telespettatori 8 010 000 - share 6,00% - rating 1,90%[28]
- Ascolti Italia: telespettatori 241 617 [29]

## T. Earl King VI
- Titolo originale: T. Earl King VI (No. 94)
- Diretto da: Steven A. Adelson
- Scritto da: Brandon Sonnier e Brandon Margolis

### Trama
Reddington rivela che il prossimo nome sulla Blacklist è quello della famigerata famiglia King, che per 200 anni ha nascosto, sotto l'apparenza di investitori e uomini d'affari, la sua vera attività, ovvero bandire aste segrete in cui i prodotti venduti andavano dalle pitture rubate alle vittime di rapimenti di alto profilo. Quando rapiscono Reddington usando Madeline Pratt come esca, Elizabeth si finge il procuratore di un famigerato collezionista d'arte russa interessato ai dipinti rubati e si infiltra nell'asta per liberare Reddington e stroncare gli affari dei King. Nel frattempo, Tom si rende conto che Elizabeth gli è mancata e le telefona prima di iniziare un lavoro sotto copertura in Germania come un neonazista di nome Christof Mannheim.
- Ascolti USA: telespettatori 8 230 000 - share 5,00% - rating 1,80%[30]
- Ascolti Italia: telespettatori 279 363 [31]

## Il maggiore
- Titolo originale: The Major (No. 75)
- Diretto da: Michael Watkins
- Scritto da: Jon Bokenkamp, John Eisendrath e Lukas Reiter

### Trama
Liz viene accusata dell'omicidio del portuale ucciso da Tom; Reddington quindi forma una squadra per trovarlo. Nel frattempo, Tom va sotto copertura in Germania. Un giudice deve stabilire se ci sono prove sufficienti per andare davanti al Grand Jury, mentre la Task Force cerca di evitarlo. Sotto giuramento, Liz racconta a porte chiuse al giudice Denner i fatti dell'ultimo anno, ma lui non le crede. Red stabilisce che il viceministro Mamat Krishnan, che può collegarlo al Maggiore, deve essere rapito per garantire la libertà di Elizabeth.
- Altri interpreti: John Finn (giudice Denner)
- Ascolti USA: telespettatori 7 490 000 - share 5,00% - rating 1,70%[32]

## Tom Keen
- Titolo originale: Tom Keen (No. 7)
- Diretto da: Andrew McCarthy
- Scritto da: J.R. Orci, Lukas Reiter, Jon Bokenkamp e John Eisendrath (soggetto); Lukas Reiter e J.R. Orci (sceneggiatura)

### Trama
La polizia ha scoperto che la pistola di Liz è stata usata per sparare a Samuel Alecko e il giudice Denner la accusa di omicidio e falsa testimonianza. Al fine di raggiungere Tom, Reddington e Ressler sabotano una vendita di armi e uccidono alcuni compagni di Tom, invitandolo a confessare l'omicidio del portuale. Nel frattempo Cooper ha un malore e viene portato di corsa in ospedale. Liz scopre da sua moglie che ha un tumore al cervello e che gli resta al massimo un anno di vita. Tom accetta di andare in aula e confessare l'omicidio, sperando di scagionare Liz. Tom Connolly, candidato a diventare il prossimo procuratore generale, interviene per costringere il giudice a lasciar cadere le accuse, minacciando di arrestarlo per aver ecceduto la sua autorità. Più tardi, Tom Keen chiama Liz per assicurarsi che stia bene.
- Ascolti USA: telespettatori 8 640 000 - rating 1,80%[33]

## Progetto Medusa
- Titolo originale: The Longevity Initiative (No. 97)
- Diretto da: Donald Thorin Jr.
- Scritto da: Lukas Reiter e J.R. Orci

### Trama
Un poliziotto viene ucciso dopo avere fermato un camion contenente cadaveri su cui vengono condotti esperimenti. Reddington rivela alla Task Force che il prossimo nome sulla Blacklist sarà Roger Hobbs. Hobbs è un miliardario, magnate della tecnologia, il cui fascino per l'immortalità lo ha portato a sviluppare e finanziare un team di ricerca dedicato a questo scopo. A guidare la ricerca è il Dr. Julian Powell, uno scienziato che ha iniettato nell'uomo le cellule di una specie di medusa estremamente unica al fine di costringere le cellule a rigenerarsi. Mentre Liz e Reddington vanno a caccia di Powell, il Maggiore decide che l'amore di Tom per Liz ha offuscato la sua capacità di giudizio e decide di farlo uccidere. Prima che ciò accada, tuttavia, i tedeschi fra cui Tom aveva cercato di infiltrarsi li catturano e li interrogano. Pur torturato, Tom rifiuta di parlare. Uno dei tedeschi estrae quindi una foto di Liz dal portafoglio di Tom e lo minaccia di fare del male a lei. Ma quando Tom rivela che Liz è dell'FBI, il leader del gruppo tedesco decide che attirare l'attenzione dell'FBI sarebbe un rischio maggiore che lasciarlo andare. A questo punto, non avendo un posto dove andare, Tom si dirige a casa di Liz.
- Ascolti USA: telespettatori 8 120 000 - share 5,00% - rating 1,60%[34]

## Vanessa Cruz
- Titolo originale: Vanessa Cruz (No. 117)
- Diretto da: Guy Ferland
- Scritto da: Vincent Angell e Daniel Knauf

### Trama
Vanessa Cruz, vendicativa vedova di un broker trasformato in informatore, ha incastrato diversi uomini d'affari facendoli accusare di illeciti aziendali. Nel frattempo, Reddington tenta di spargere dissenso nei ranghi della Cabala al fine di deporre Il Direttore. Tom chiede aiuto a Liz per recuperare i suoi passaporti; Liz inizialmente glielo nega, ma poi gli offre di aiutarlo in cambio del suo aiuto per trovare Vanessa Cruz. La Task Force riesce a sventare un primo tentativo iniziale di assassinio di Vanessa, che viene poi avvicinata da Mr. Kaplan per essere reclutata nella squadra di Reddington. In seguito Tom rivela a Liz la verità sulla sua relazione con Reddington. Liz, disgustata, va da Reddington con il Fulcro, con l'intenzione di tagliare i legami con lui; ma Reddington viene ferito da un cecchino.
- Ascolti USA: telespettatori 7 700 000 - share 5,00% - rating 1,60%[35]

## Leonard Caul
- Titolo originale: Leonard Caul (No. 62)
- Diretto da: Michael Waxman
- Scritto da: Brandon Margolis, Brandon Sonnier, Kristen Reidel e Jim Campolongo

### Trama
Liz e Dembe cercano di salvare Red, ferito ad un polmone, e lo portano in un luogo nascosto. Red riacquista conoscenza e dice a Liz di parlare con Leonard Caul, che potrebbe sapere qualcosa del Fulcro. Liz trova Caul e scopre che il Fulcro è una raccolta di informazioni su omicidi politici e fatti di terrorismo di cui la Cabala è responsabile. Liz riesce a fermare il tentativo di assassinare Reddington ricattando il Direttore con il Fulcro. In seguito, Tom Connolly finisce per ottenere un posto nella Cabala, dopo aver fatto trapelare informazioni sulla posizione di Reddington. Liz, frustrata dalle trame di Reddington che hanno messo Tom Keen nella sua vita, chiede a Tom cosa sa di Reddington.
- Ascolti USA: telespettatori 7 470 000 - share 4,00% - rating 1,50%[36]
- Ascolti Italia: telespettatori 264 498 [37]

## Quon Zhang
- Titolo originale: Quon Zhang (No. 87)
- Diretto da: Karen Gaviola
- Scritto da: J.R. Orci e Lukas Reiter

### Trama
Dopo aver decodificato le informazioni contenute nel Fulcro, Red si adopera per fermare la minaccia che incombe sulla sua vita. Nel frattempo, la Task Force scopre che cadaveri di donne cino-americane vengono contrabbandati fuori dal paese con false identità. Liz continua a cercare risposte sul suo passato dopo aver scoperto un'immagine nascosta nell'appartamento segreto di Red. Insieme a Tom interrogano senza successo alcuni ex soci di Berlino, ma poi Elizabeth scopre che questi erano già stati minacciati da Red perché non rivelassero niente. Elizabeth torna allora da Red, e lui finalmente le rivela chi c'è nella foto.
- Ascolti USA: telespettatori 6 600 000 - share 4,00% - rating 1,20%[38]
- Ascolti Italia: telespettatori 211 081 [39]

## Karakurt
- Titolo originale: Karakurt (No. 55)
- Diretto da: Steven A. Adelson
- Scritto da: Daniel Knauf

### Trama
La task force indaga su un componente russo della Blacklist, nome in codice "Karakurt", che è stato reclutato dalla Cabala per dare inizio a una nuova guerra fredda. I piani di Karakurt sono di bombardare una struttura difensiva e di assassinare un senatore anti-russo degli Stati Uniti usando un virus come arma. In una corsa contro il tempo Liz e Ressler non riescono a fermare le esplosioni, ma riescono a intercettare il senatore. Tuttavia, il senatore muore ugualmente, perché la portatrice della malattia risulta essere Liz, infatti il virus sarebbe risultato innocuo per tutti tranne che per il bersaglio. Si scopre così che la Cabala sta utilizzando Liz. 
- Ascolti USA: telespettatori 6 900 000 - share 5,00% - rating 1,40%[40]

## Tom Connolly
- Titolo originale: Tom Connolly (No. 11)
- Diretto da: Michael Watkins
- Scritto da: Jon Bokenkamp e John Eisendrath

### Trama
Liz risulta responsabile per l'assassinio di un senatore degli Stati Uniti ed è ora in fuga con l'aiuto di Red. Il procuratore generale, Tom Connolly, costringe Cooper a congedarsi per avere evitato l'interrogatorio di Elizabeth. Liz viene comunque catturata, ma riesce a fuggire con l'aiuto di Reddington e Cooper. Sempre arrabbiata con Reddington che non vuole rivelarle la verità su sua madre, Liz cerca l'aiuto di Tom, il che conduce alla fine i due a cedere ai loro reciproci sentimenti. Nel frattempo, Red riunisce i principali giornalisti investigativi del mondo e rivela i contenuti del Fulcro, in modo da esporre pubblicamente i componenti della Cabala. Attraverso Liz, Cooper scopre che la sua malattia in realtà è falsa, orchestrata dalla Cabala attraverso Connolly, per avere la sua fiducia e collaborazione, l'uomo insieme a Liz si confronta rabbiosamente con lui. Per difendersi, Connolly li minaccia entrambi, e alla fine Liz gli spara uccidendolo. Questo episodio riaccende i suoi ricordi sulla notte dell'incendio: aveva sparato e ucciso suo padre violento per proteggere sua madre. Liz sfugge alla cattura della polizia con l'aiuto di Reddington e confessa di aver riacquistato la sua memoria, così come la sua piena comprensione del desiderio di Reddington di proteggerla. Entrambi scappano, mentre Tom si allontana con la sua barca. Reven Wright nomina Ressler nuovo direttore della task force, mentre Cooper consegna il suo badge e viene interrogato per l'omicidio di Connolly. Il nome di Liz viene messo accanto a quello di Reddington nella lista dei principali ricercati dell'FBI.
- Ascolti USA: telespettatori 7 490 000 - share 5,00% - rating 1,60%[41]
- Ascolti Italia: telespettatori – share – rating